# Witica cayanus
Witica cayanus is een spinnensoort in de taxonomische indeling van de wielwebspinnen (Araneidae).
Het dier behoort tot het geslacht Witica. De wetenschappelijke naam van de soort werd voor het eerst geldig gepubliceerd in 1873 door Władysław Taczanowski.